# Максимовская (Нюксенский район)
Максимовская — упразднённая деревня в Нюксенском районе Вологодской области России.

## География
Урочище находится в северо-восточной части области, в подзоне средней тайги, на левом берегу реки Уфтюги, на расстоянии примерно 11 километров (по прямой) к северо-западу от Нюксеницы, административного центра района.

### Климат
Климат характеризуется как умеренно континентальный, с продолжительной холодной многоснежной зимой и относительно коротким умеренно тёплым влажным летом. Среднегодовая температура воздуха — +1,8 °C. Средняя температура воздуха самого холодного месяца (января) — −13,1 °C, средняя температура самого тёплого (июля) — +17 °С. Безморозный период длится 100—110 дней. Среднегодовое количество атмосферных осадков составляет 450—500 мм, из которых около 330—350 мм выпадает в вегетационный период. Снежный покров держится в течение 160—165 дней. В течение года господствуют ветры юго-западного направления.

## История
В «Списке населенных мест Вологодской губернии по сведениям 1859 года» населённый пункт упомянут как казённая деревня Максимовская (Митино) Устюжского уезда, расположенная при безымянном ручье, в 195 верстах от уездного города. В деревне имелось 8 дворов и проживало 62 человека (30 мужчин и 32 женщины).
По данным 1914 года, в деревне проживало 106 человек (45 мужчин и 61 женщина). В административном отношении входила в состав Уфтюгского сельского общества Нюксенской волости Велико-Устюгского уезда.
В 1947 году являлась частью Верхнеуфтюгского сельсовета. В деревне проживало 70 человек. Действовал колхоз «Красный пахарь». Упразднена не позднее 1973 года.